# Michele Ruggieri
Michele Ruggieri (28. října 1543 – 11. května 1607 Salerno, čínským jménem 羅明堅, Luó Míngjiān) byl italský jezuita a misionář v Číně, spoluautor portugalsko-čínského slovníku a jeden ze zakladatelů evropské sinologie.

## Život
Pocházel z města Spinazzola poblíž Bari. Po vystudování práv vstoupil v roce 1572 do jezuitského řádu a po několika letech odplul do Lisabonu a poté do Goi, kde byl v roce 1578 vysvěcen na kněze. Zprvu byl vyslán na misii na Malabárské pobřeží, a když byl odhalen jeho jazykový talent (za pouhých šest měsíců zvládl místní jazyk dost na to, aby v něm byl schopen zpovídat), byl vyslán na misii do Číny. S několika společníky (mezi nimi byl Matteo Ricci) se usadil v Macau, kde se začal věnovat čínštině. Pro budoucí misionáře zde založil Dům sv. Martina (Shengma'erding Jingyuan), první školu čínštiny pro cizince. Na četných cestách do Kantonu a Čao-čching si získal vlivné známosti na místních úřadech, které mu v roce 1582 umožnily založit v Číně (v Čao-čching) trvalou misii.
Podařilo se mu založit jádro čínské křesťanské komunity. V roce 1584 vydal Ruggieri v čínštině katechismus (šlo o první čínskou knihu napsanou Evropanem). V letech 1583–1588 vytvořil Ruggieri spolu s Riccim a laikem Sebastianem Fernandezem portugalsko-čínský slovník, vůbec první slovník mezi čínštinou a evropským jazykem, pro nějž také navrhli systém přepisu čínských jmen do latinky. Ricciho a Ruggieriho přepis se zvláště v jezuitském prostředí udržel velmi dlouho, u některých ustálených jmen (Konfucius, Mencius apod.) se dokonce zachoval dodnes, jako první se také pokoušeli zachytit čínské tóny pomocí diakritiky.
V roce 1588 se Ruggieri vrátil do Evropy, aby přiměl papeže k navázání diplomatických styků s čínským císařem. Vatikán na něj však nedbal. Ruggieri se proto uchýlil do Salerna, kde překládal do latiny Konfucia, psal poesii v čínštině a vydával mapy Číny. Zemřel v roce 1607.